# Pajedlovec čínský
Pajedlovec čínský (Nothotsuga longibracteata) je stálezelený, jehličnatý strom, jediný druh monotypického rodu pajedlovec vyskytující se výhradně v Číně. Tento relikt přežil terciérní a kvartérní zalednění na místech, která ledovce nezasáhly. Podle fosilních nálezů se v pliocénu vyskytoval také v Rusku a Japonsku a v miocénu v Německu.

## Taxonomie
Druh byl objeven poměrně pozdě a roku 1932 byl popsán jako součást rodu jedlovec (Tsuga). Později, roku 1948, byl bez řádného prozkoumání mylně posouzen jako kříženec mezi rody Keteleeria a Tsuga. Teprve v roce 1988 byl tomuto unikátnímu druhu přiznán status samostatného rodu Nothotsuga, tuto pozici potvrzuje jak morfologie, tak i výzkum DNA.

## Ekologie
Jehličnaté stromy rostoucí v mírném vlhkém podnebí s průměrnými ročními srážkami 1000 až 2000 mm a s častými mlhami. Nejčastěji se vyskytují na strmých horských svazích v nadmořské výšce od 300 do 2300 m, kde je na živiny chudá a kyselá půda. Rostou obvykle ve směsicí s dalšími jehličnatými i listnatými stromy. Nové stromy se špatně pěstují a rostou velice pomalu. Dožívají se dlouhého věku, byly zjištěni jedinci starší 500 let.
V Česku pajedlovec čínský roste v bývalém parku chlumského zámku u Hartmanic.

## Popis
Pajedlovec čínský je mohutný strom s nepravidelnou korunou dorůstající do výše 30 m a mívající průměr kmene až 1 m. Kmen má kůru hnědou a podélně rozpraskanou, mladé světlejší větve jsou žlutohnědé nebo červenohnědé. Větvičky posledního řádu, obvykle vodorovně uspořádané, jsou tenké a hustě větvené. Výhonky jsou dvou druhů, delší rostou na bujnějších koncích větví, kratší brachyblasty zase na plodných větvích. Sytě zelené, ploché, čárkovité jehlice s krátkým řapíkem bývají dlouhé 1 až 2,5 cm a široké 1 až 2 mm, jsou celokrajné, na konci špičaté či tupé a mají průduchy po obou stranách.
Samčí šištice rostou ve svazcích z pupenů z předešlého roku. Podlouhle eliptické samičí šišky, 2 až 4 cm dlouhé a 1,5 až 2 cm široké, rostou na vzpřímených stopkách až 5 mm dlouhých, v mládí jsou purpurové nebo červené, ve zralosti tmavě hnědé. Semenné šupiny jsou kosočtverečné a zaoblené, špičaté vyčnívající podpůrné šupiny jsou lopatkovitého tvaru, semena 4 až 8 mm dlouhá mají nepravidelně vejčité křídlo. Zralé šišky se sice brzy otvírají, ale rozpadávají se až po několika létech. K opylení dochází v březnu a dubnu, semena uzrávají v říjnu.

## Význam
V minulosti bylo dřevo těchto stromů používáno na výrobu nábytku i na stavbu domů. Nejednalo se ale o žádnou hromadnou výrobu, stromů tohoto druhu nikdy nebyla hojnost. V současnosti je pajedlovec čínský považován za dřevinu vhodnou k zalesňování středních poloh hor v subtropických oblastech, stoupá tak i naděje na záchranu ojedinělého genofondu.

## Ohrožení
Populace pajedlovce čínského je roztříštěna na velkém nesouvislém prostoru a jeho arely bývají ničeny neřízeným odlesňováním. Část populací tohoto druhu se sice vyskytuje v chráněných oblastech, ale převážná většina roste vně těchto rezervací. Přestože v Číně platí zákaz kácení těchto stromů, lze dodržování toho nařízení jen stěží uhlídat. Podle Mezinárodního svazu ochrany přírody (IUCN) je pajedlovec čínský hodnocen jako téměř ohrožený druh.